# Kate Atkinson
Kate Atkinson (ur. 1951 w Yorku) – brytyjska pisarka.
W 1974 ukończyła studia magisterskie z zakresu literatury angielskiej na University of Dundee. W 1995 za swoją pierwszą powieść Za obrazami w muzeum otrzymała nagrodę Whitbread Book Award.
Była dwukrotnie zamężna i dwukrotnie rozwiedziona. Ma dwie córki: Eve (ur. 1975) z pierwszego małżeństwa oraz Helen (ur. 1982) z drugiego. Mieszka w Edynburgu.

## Utwory

### Cykl o Jacksonie Brodiem
- 2004 - Case Histories (Historie jednej sprawy, przekł. Paweł Laskowicz, Poznań 2006; wydanie drugie pt. Zagadki przeszłości, Warszawa 2014)
- 2006 - One Good Turn (Przysługa, przekł. Aleksandra Wolnicka, Warszawa 2015)
- 2008 - When Will There Be Good News? (Kiedy nadejdą dobre wieści?, przekł. Aleksandra Wolnicka, Warszawa 2015)
- 2010 - Started Early, Took My Dog (O świcie wzięłam psa i poszłam..., przekł. Aleksandra Wolnicka, Warszawa 2016)
- 2020 - Big Sky (Bezkresne niebo, przekł. Aleksandra Wolnicka, Warszawa 2021)

### Cykl "Jej wszystkie życia"
- 2013 - Life After Life (Jej wszystkie życia, przekł. Aleksandra Wolnicka, Warszawa 2014)
- 2015 - A God in ruins (Bóg pośród ruin, przekł. Aleksandra Wolnicka, Warszawa 2016)

### Inne
- 1995 - Behind the Scenes at the Museum (wyd. pol. pt. Za obrazami w muzeum, przekł. Małgorzata Tyszowiecka, Poznań 1999)
- 1997 - Human Croquet
- 2000 - Emotionally Weird
- 2000 - Abandonment (sztuka teatralna)
- 2002 - Not the End of the World (opowiadania)
- 2018 - Transcription
- 2020 - Shine, Pamela! Shine!